# DSW Tag Team Championship
Il DSW Tag Team Championship è stato un titolo di coppia della Deep South Wrestling. Il titolo è esistito fino al 2007, anno di chiusura della DSW. La DSW ha fatto anche da federazione di sviluppo alla WWE.

## Albo d'oro
| Wrestlers:                                | Volte: | Data:            | Luogo:       | Note: |
| ----------------------------------------- | ------ | ---------------- | ------------ | --- |
| High Impact Mike Taylor & Tony Santarelli | 1      | 18 maggio 2006   | McDonough    | Sconfissero Jake e Jesse Shane diventando i primi campioni.                                                                  |
| The Untouchables Deuce & Domino           | 1      | 5 ottobre 2006   | McDonough    | Erano in palio anche gli OVW Southern Tag Team Championship.                                                                 |
| Curt Hawkins & Zack Ryder                 | 1      | 12 ottobre 2006  | McDonough    | |
| Urban Assault (Eric Pérez & Sonny Siaki)  | 1      | 30 novembre 2006 | McDonough    | |
| The Regulators (Mike & Todd Shane)        | 1      | 14 dicembre 2006 | McDonough    | Titolo vacante il 19 gennaio 2007 dopo che i Regulators furono svincolati dalla WWE.                                         |
| Curt Hawkins & Zack Ryder                 | 2      | 19 gennaio 2007  | McDonough    | Sconfissero The Samoan Fight Club (Sonny Siaki & Afa, Jr.) e William Regal & Dave Taylor in un Triple Treath Tag Team Match. |
| Team Elite (Derrick Neikirk & Mike Knox)  | 1      | 8 marzo 2007     | McDonough    | Titolo vacante il 18 aprile 2007, quando la WWE chiuse il rapporto di collaborazione con la DSW.                             |
| Caleb Konley & Sal Rinauro                | 1      | 26 luglio 2007   | Locust Grove | Sconfissero Pretty Boy Floyd & Simon Sermon. Poco dopo la DSW chiuse i battenti.                                             |